# Математика інків

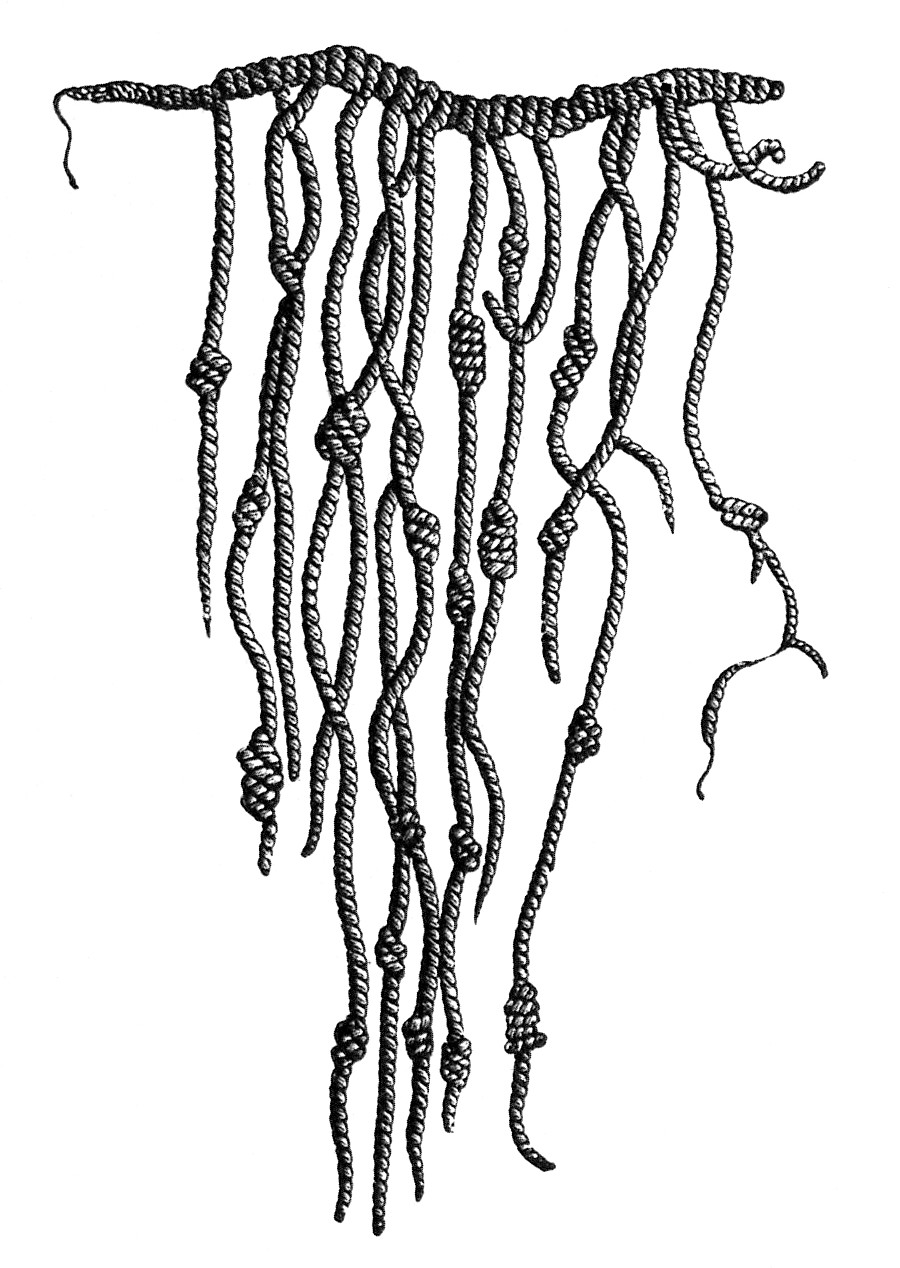
Кіпу інків

Математика інків — система наукових знань з питань рахування, обчислення, вимірювання, що існувала в державі інків Тауантінсую. Утворена на основі знань попередних цивілізацій, культур та підкорених інками держав. Знання про рівень математичних знань в інків завдячують історичним працям, словникам та граматикам індіанських мов, що почали з'являтися протягом другої половини XVI ст. та на початку XVII ст., зокрема кечуа-іспанському словнику Дієго Гонсалеса Ольгіна «Словник головної мови всього Перу, що називається Кічуа або інкська. Виправлено та перероблено відповідно до вимог королівського двору в Куско». Словник опублікований в 1608 році в місті Хулі та містить значну частину математичної лексики інків.

## Характеристика
Інкам були добре відомі звичайна арифметика, зокрема додавання і множення, і геометрія, дроби (частки), кути, багатогранні геометричні фігури, дискретність чисел, безкінечність тощо. Також в інків були рахівниці, що називалися юпана, за допомогою яких вони здійснювали підрахунки. Принцип проведення розрахунків за допомогою останньої досі повністю не дешифрований.

## Система чисел
В імперії інків для запису числової інформації використовувалася вузликова система числових кіпу, заснована на позиційній десятковій системі числення. Цифри від 1 до 9 позначалися вузликами певного виду, нуль — пропуском вузлика в потрібній позиції. За етнографічними даними поняття «нуля» у народів кечуа не було, замість нього використовувалося слово «нічого немає», «ніщо», «порожньо». У сучасній мові нуль позначається словом кечуа ch'usaq (ч'усак — букв. «Відсутній», «порожній»), проте те, яке слово використовувалося інками для позначення нуля при читанні кіпу, поки неясно, оскільки, наприклад, в одному з перший кечуа-іспанських (Дієго Гонсалес Ольгин, +1608) та першому аймара-іспанською (Лудовіко Бертоні, 1612) словниках не було відповідного слова для іспанського cero («нуль»).

### Великі та надвеликі числа
- Chunca pachac. Huaranca. — Тисяча.
- Chunca huaranca. — Десять тисяч.
- Pachac huaranca. — Сто тисяч.
- Hunu, Huc hunu, chunca pachac huaranca. — Один мільйон.
- Yscay, quimza, tahua, pichca hunu. — Два, три, чотири, п'ять мільйонів.
- Chunca hunu, Yscay chunca hunu. — Десять, двадцять мільйонів.
- Pachac hunu. — Сто мільйонів.
- Huaranca hunu, chunca pachac hunu. — Тисяча мільйонів [тобто мільярд].
- Yscay, quimza, tahua, chunca huaranca hunu, yscay chunca huaranca hunu. — Дві, три, чотири, десять, двадцять тисяч мільйонів.
- Pachac huaranca hunu. — Сто тисяч мільйонів. Yscay pachac, Quimza, Yscun pachac. — дві сотні, три сотні, дев'ятсот (тисяч мільйонів).
- Chunca pachac huaranca hunu або hunuy hunu. — Мільйон мільйонів [тобто 1 трильйон].
- Chunca hunuy hunu. — Десять мільйон мільйонів [тобто 10 трильйонів].
- Pachac hunuy hunu. — Сто мільйон мільйонів [тобто 100 трильйонів].
- Huaranca hunuy hunu. — Тисяча мільйон мільйонів [тобто 1 квадрильйон].
- Pachac huaranca hunuy hunu. — Сто тисяч мільйон мільйонів [тобто 100 квадрильйонів].
- Chunca pachac huaranca hunuy hunu. — Десять разів по сто тисяч мільйон мільйонів [тобто 1 квінтильйон або 1018].
- Yzcun chunca pachac huaranca hunuy hunu. — Дев'ять квінтильйонів [або 9х1018].

### Значення безкінечності
Інкам були знайомі і різні значення безкінечності, як математичної, так і філософської. Вона могла бути як така, що може або не може бути підрахована, чи навіть така, що не має початку, або навпаки — не має кінця:
- Accoy, ttiuy. — Незліченна річ.
- Accoyttioy, allpatioy, allpachica, mana yupana, mana yupaypak caman. — Незліченне, незлічиме.
- Achca pachac runa. — Багато сотень людей. Sullullmanta achca. Величезна кількість, у великій кількості, або huañuy achca, або millay achca. Незліченні, незчисленні.
- Allpa hina, tiuhina. — Як земля, як пісок.
- Allpatiyo. — Незліченна річ.
- Callariyniyoc puchucayniyoc. — Кінцеве, яке має кінець або початок.
- Ccallariyninnak mana ccallariyniyok. — Нескінченне без початку.
- Hatun caynin. — Кількість безперервна. achcacaynin — Кількість дискретна (що складається з декількох частин).
- Cuyllurcunap maychica hatun caymintam achca caynintapas diosmiyachan. Як бог знає розмір і число зірок.
- Mana acipay yupaspa, або yupaypi. — Незліченне, незчисленне.
- Mana tupuyok, або tupunnak. — Величезне або бескінченне.
- Mana yupana. — Незліченні; те, що не можна підрахувати.
- Mana yupay. — Те, що є порожнім/не має значення, і без значення, і вартості.
- Panta cak hunu, або panta cachicallpa tiohuno. — Незлічиме, або нескінченне число, яке втрачає сенс його рахувати.
- Pantac hunu. — Число, де втрачається рахунок.
- Pantac hunu, або Panta Khac hunu, або Panta Khachic hunu, або Allpattiu hunu — нескінченне число.
- Ppuchucayninnak mana ppuchucayniyok. — Нескінченне, без кінця.
- Sullull manta nanac. — Незчисленні.
- Tupunnak manatupuyok allin, або tupunnan allin. — Нескінченне по суті.
- Tupuyok. — Вимірювана кінцева (чисельність).
- Viñaymantacachcak viñay pacpascak. — Нескінченне, у якого немає кінця тривалості.
- Ymaymana haykaymana ymapas haykapas. — Нескінченні речі, або (нескінченне) все.

## Використання чисел і математичних понять
1. Поняття «чет» і «нечет». Для позначення цієї діалектичної категорії в звичайній мові використовувалися такі слова: «Пара разом»; «Чотири разом з одним»; «Один після чотирьох»; «Один з чотирьох» (або «приналежний чотирьом / четвірці»); «Більше шести» (з поняття «двічі по три»). Число «4» — непарне, оскільки не є цілим числом «5», у якого «бракує» одиниці для повноти, такою собі «парності / цілісності». «Чет» — це первинна категорія.
2. Парність, як цілісність. Дуальність. Воно було пов'язано з устроєм імперії:
- два володаря-Інки, оскільки назва правителя Сапа Інка — це не просто «Єдиний Інка», а «Єдиний Інка серед двох, що формують одну пару».
- два головних секретаря-кіпукамайока.
- дві провінції (уамані) були взаємопов'язаними в плані виконання обов'язків перед державою.
- дві частини або «угрупування» в кожній провінції або поселенні — Анан (Верхня) і Рурін (Нижня).

Число «п'ять» (пічка) було базовим цілісним / парним числом. В сучасній мові кечуа воно має декілька назв: «старе чотири», «попереднє чотири», «застаріле чотири», «таке, що йде за [числом ] чотири» (tawaq ñawpaqin). Слово ñawpaq якраз і грає роль цього «старого / того, що залишилося» числа. Н'явпа — це і минуле і те, що знаходиться позаду (категорія часу і простору одночасно).
Ключовими було поєднання математичних понять: ключовве — 10, додавалася пара та число 5. Ця система віддзеркалювалася в багатьох речах та справах інків. Столиця імперії Куско був спланований за схемою 5 (айлью / панак) х 2 (половини) = 10 (адміністративно-територіальних одиниць).
Порядок рахунку на пальцях / «підрахунку соціальних груп айлью» робився так: спочатку рахувалася права рука / сторона від 1 до 5, потім ліва — від 6 до 10. Головне / Верхнє айлью (Анансайа — тобто «об'єднання» у інків) сідало завжди по праву сторону, а Нижня айлью (Рурінсайа) — ліворуч, і воно було підлеглим Верхнього. Найменший палець лівої руки — є останнім у рахунку на пальцях, тобто числом «10». Старший або число «1», і молодший або число «5». У той час як «мама» = 1 «uj» (один), або «uj kaq» (перший).